# Pseudophilautus zimmeri
Pseudophilautus zimmeri é uma espécie de anfíbio da família Rhacophoridae. Foi endémica do Sri Lanka.